# Función aritmética
En teoría de números, una función aritmética es una función real o compleja ƒ(n), definida en el conjunto de los números naturales, que «expresa alguna propiedad aritmética en función de n».

## Funciones aditivas y multiplicativas
Una función aritmética a es
- completamente aditiva si a(mn) = a(m) + a(n) para todos los números naturales m y n.

- completamente multiplicativa si a(mn) = a(m)a(n) para todos los números naturales m y n.

Dos números enteros m y n son coprimos si su máximo común divisor es 1; es decir, si no existe un número primo que los divida a ambos.
Así, una función aritmética a es
- aditiva si a(mn) = a(m) + a(n) para todos los números naturales coprimos m y n.

- multiplicativa si a(mn) = a(m)a(n) para todos los números naturales coprimos m y n.